# Doxiciclina
Doxiciclina é um antibiótico de largo espectro da classe das tetraciclinas usado no tratamento de infeções causadas por bactérias e alguns parasitas. Está indicado no tratamento de pneumonia bacteriana, acne, infeções por clamídia, doença de Lyme, cólera, tifo e sífilis. É também usado na prevenção de malária e, em associação com quinina, no tratamento de malária. A doxiciclina pode ser administrada por via oral ou injeção intravenosa.
Entre os efeitos adversos mais comuns estão a diarreia, náuseas, vómitos e aumento do risco de queimaduras solares. O uso durante o terceiro trimestre da gravidez ou em crianças mais novas pode resultar em descoloração permanente dos dentes. O uso durante a amamentação é provavelmente seguro. A doxiciclina é um antibiótico de largo espectro da classe das tetraciclinas. Tal como outros agentes desta classe, mata ou abranda a proliferação de bactérias ao inibir a produção de proteínas. Na malária, atua tendo como alvo um plastídeo, o apicoplasto.
A doxiciclina foi patenteada em 1957 e introduzida no mercado em 1967. Faz parte da Lista de medicamentos essenciais da OMS. A doxiciclina está disponível como medicamento genérico.